# Mount Woolley
Mount Woolley är ett berg i Kanada.   Det ligger i provinsen Alberta, i den centrala delen av landet, 3 100 km väster om huvudstaden Ottawa. Toppen på Mount Woolley är 3 405 meter över havet, eller 561 meter över den omgivande terrängen. Bredden vid basen är 3,8 km.
Terrängen runt Mount Woolley är huvudsakligen bergig.Trakten runt Mount Woolley är nära nog obefolkad, med mindre än två invånare per kvadratkilometer.. Det finns inga samhällen i närheten. 
Trakten runt Mount Woolley består i huvudsak av gräsmarker.